# 马皇后 (北汉)
马皇后（？—？），北汉英武帝刘继元的皇后，北汉尚书左仆射马峰的女儿。在刘继元夫人段氏死后，马氏成为继室夫人。天会十二年（968年），刘继元即位，立马夫人为皇后，其後再無歷史記載。